# Scylla olivacea
Scylla olivacea is een krabbensoort uit de familie van de Portunidae. De wetenschappelijke naam van de soort is voor het eerst geldig gepubliceerd in 1796 door Herbst.